# 佐原盛純

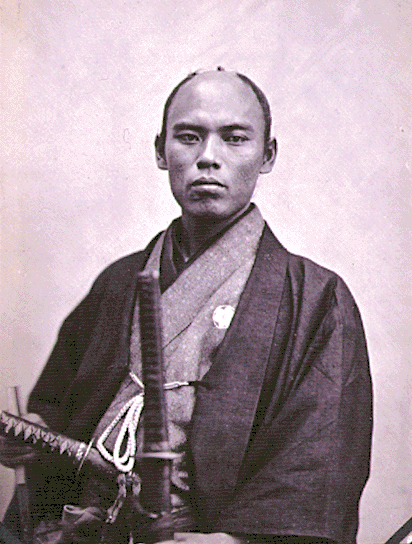
金上佐輔（浦上佐助）

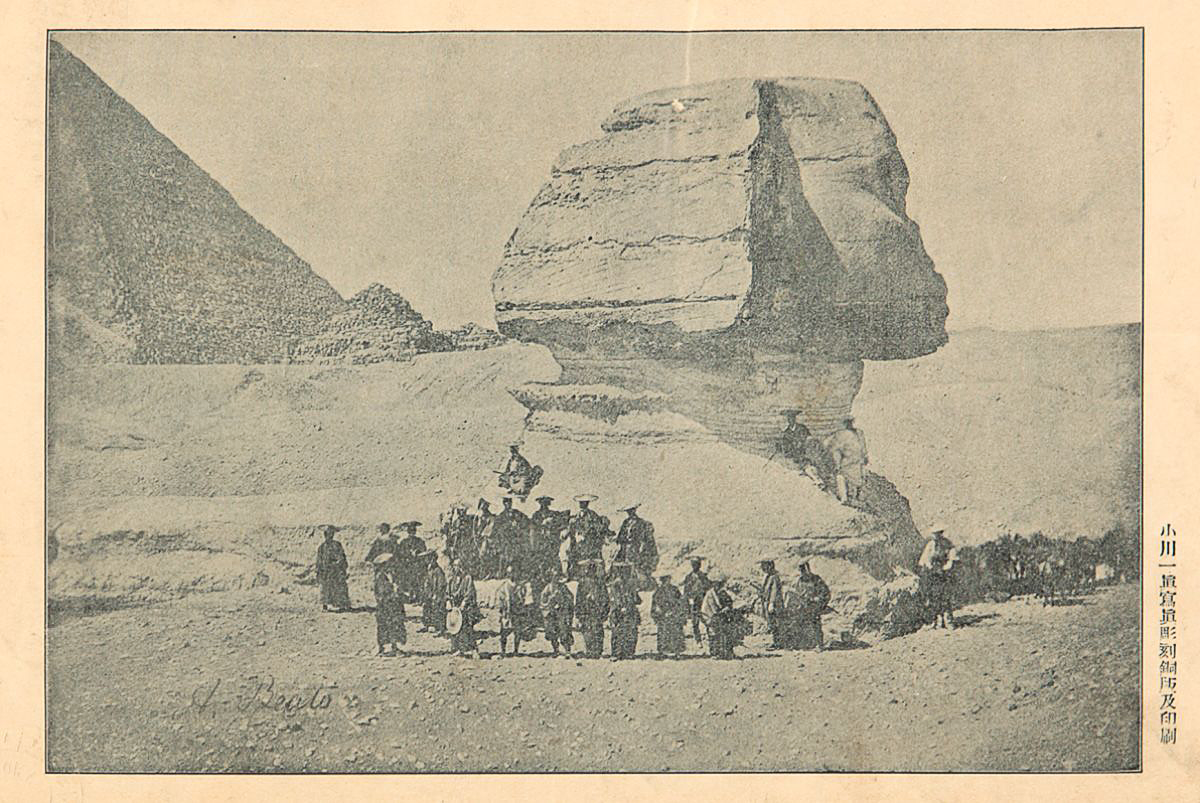
スフィンクスで記念撮影する池田長発一行（1864年）。佐原も同行しているが写っていない。

佐原 盛純（さはら もりずみ、天保6年頃〈1835年頃〉 - 1908年〈明治41年〉12月4日）は、江戸時代末期から明治時代の漢学者、役人、教育者。佐原貞一とも称した。号は豊山、晩年は蘇楳。旧名は金上佐輔（字は業夫）、金上盛備の子孫とされる。明治維新当時は上野国吉井藩の侍講・藩学教授。生年については諸説あり。

## 経歴
陸奥国会津藩若松城下馬場町の商人徳兵衛の長男に生れた。少年期より学問に没頭、18歳の頃から江戸へ遊学し、広島藩儒官の金子霜山、幕府儒官の杉原心斎、同郷の儒者添川廉斎に師事。この頃、祖先が蘆名氏末期の津川城主金上盛備であると知り、金上佐輔と名乗り始めたという。
文久2年（1862年）に外国奉行池田長発に侍講として招かれ、翌文久3年12月から元治元年7月（1864年2月から8月）には池田を正使とする横浜鎖港談判使節団（第2回遣欧使節団）に従者として加わり、第二帝政期のフランスへ渡った（後年、その日記を『航海日録』としてまとめた）。帰国後、開国を建言した池田が蟄居・免官となると、まもなく上野国吉井藩主松平信発に聘され、江戸藩邸で世嗣・信謹の侍講となり、藩学教授も兼ねた。
慶応4年（1868年）初めの戊辰戦争勃発に伴い、信謹に従い上野国へ移ったが、会津人である金上への藩内勤王派による危害を避けるため、代官宅に寓して藩士子弟の教育に従事したという。東北戦争終結後に新都東京へ戻るも、明治2年12月（1870年1月）に吉井藩が廃藩となり免官。この頃に士族佐原氏の養子となり、佐原貞一を名乗ったが、廃藩後に譜代家臣に与えられた地方官貫属（元吉井藩士族）の身分は、のちに「取調違」として除名され、平民への帰籍処分を受けた。その後、明治4年（1871年）に5ヶ月間存在した常陸国龍ヶ崎藩に任官。廃藩置県後、明治5年（1872年）には佐原盛純名義で司法省に雇われ（司法少属・判任官）、神奈川県の足柄裁判所に赴任（75年2月迄）、新暦1875年（明治8年）9月に依願退職し（司法少錄）、会津へ帰郷した。

会津では私塾を開くとともに、1878年（明治11年）からは教員として若松町内の各学校で教え、1882年（明治15年）には元家老諏訪伊助・若松警察署長中条辰頼らの発起で新設された私黌日新館（武芸を主とする）の教授となった。1884年（明治17年）末には、小学校教員免許状授与方心得の第5条に基づき、小学校修身科教授免許状を正式に取得した（官報には福島県士族・47歳と記載）。

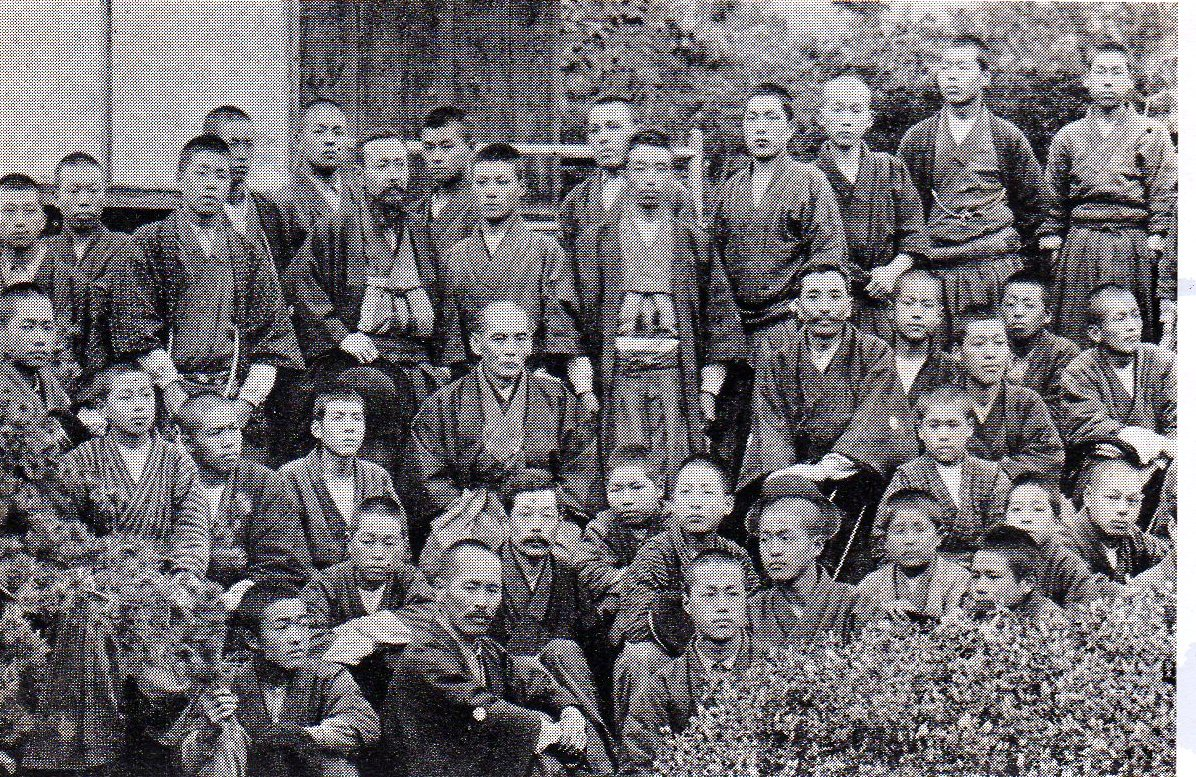
会津中学退職記念 前三列目左5人目が佐原

1890年（明治23年）4月に私立会津中学校（初代校長黒田定治）が設立されると、9月に教授嘱託に任命され漢文・作文を担当、1893年（明治26年）5月には師範学校・中学校教員免許（漢文）を取得し、1901年（明治34年）3月まで教鞭をとった。
晩年は、東京帝国大学文科大学英文学科の撰科を経て、1904年（明治37年）より英語教諭として広島県立福山中学校に勤務した子息・佐原盛秀（1875年12月20日生）の赴任先へ移ったが、1908年（明治41年）12月、宇都宮の親戚宅で脳溢血により死去、享年74とされる。北会津郡東山村（現・会津若松市東山町）の正法寺に葬られた。

## 白虎隊詩
1884年（明治17年）10月13日（旧暦8月25日）、飯盛山の白虎隊士の墓前で初めて公然と十七回忌供養が行われた。その際、日新館初代校長中条辰頼が剣舞奉納を立案、その詩歌制作を依頼され、佐原は七言二十行の漢詩『白虎隊』を作詩、日新館生徒とともに剣舞の振付にも取り組んだ。その後、白虎隊剣舞は、佐原及び元日新館生徒らにより会津中学校に引き継がれた。なお、同詩は時期により細部で異なるヴァージョンがいくつか存在する。
1945年（昭和20年）の旧制会津中学生による墓前奉納まで、白虎隊剣舞は本身の日本刀を使用し、負傷者や袴を切る者もいたという。その後、卒業生らによる墓前での吟奉納は継続され、1953年（昭和28年）に会津高等学校生徒による模造刀を用いた墓前奉納により再開された。

白虎隊詩
少年團結白虎隊。國歩艱難戍堡塞。
大軍突如風雨來。殺氣慘憺白日晦。
鼙鼓喧闐震百雷。巨砲連發僵屍堆。
殊死突陣怒髮竪。縱橫奮撃一面開。
時不利兮戰且郤。身裹瘡痍口含藥。
腹背皆敵將安之。杖劍間行攀丘崿。
南望鶴城烟焔颺。痛哭呑涙且彷徨。
社稷亡矣可以已。十有九士屠腹死。
俯仰此事十七年。畫之文之世稍傳。
忠烈赫赫如前日。壓倒田横麾下賢。 

## 著書
私製『航海日録』全4巻（会津若松市立会津図書館所蔵）